# Luca Ranieri
Luca Ranieri (La Spezia, 23 de abril de 1999) es un futbolista italiano que juega de defensa en la ACF Fiorentina de la Serie A de Italia.

## Trayectoria

### Fiorentina
Es producto de los equipos juveniles de la ACF Fiorentina y comenzó a jugar para su equipo Sub-19 en la temporada 2015-16. A finales de la temporada 2017-18 de la Serie A hizo varias apariciones en la banca para el equipo senior de la Fiorentina, pero llegó a ingresar en ningún momento en el campo.

### Préstamo a Foggia
El 16 de julio de 2018 fichó por el Foggia de la Serie B cedido por una temporada. El 26 de agosto hizo su debut profesional en la Serie B debutando con Foggia como suplente ingresando en el minuto 77 por Emanuele Cicerelli en una victoria por 4-2 en casa sobre Carpi. Un mes después, el 27 de octubre, jugó su primer partido como titular, un empate 2-2 en casa contra el Lecce, fue reemplazado por Giuseppe Loiacono en el minuto 69. Tres días después, el 30 de octubre, jugó su primer partido completo para el equipo, un empate 1-1 contra el Cittadella. Ranieri terminó su préstamo de toda la temporada a Foggia con 29 apariciones, incluidas 26 como titular y 1 asistencia.

### Préstamo a Ascoli
Después de haber hecho su debut en la Serie A con la Fiorentina, el 31 de enero de 2020, Ranieri fue cedido al Ascoli de la Serie B hasta el final de la temporada. Al día siguiente hizo su debut con el club en una victoria a domicilio por 3-0 sobre el Livorno, fue reemplazado por Erick Ferigra en el minuto 93. El 21 de junio jugó su primer partido completo para el club, una derrota en casa por 1-0 contra el Perugia. Ranieri terminó su préstamo de 6 meses a Ascoli con solo 10 apariciones, incluidas 9 como titular.

### Préstamo a SPAL
El 25 de septiembre de 2020 se unió al club S. P. A. L. de la Serie B en calidad de cedido hasta el 30 de junio de 2021.

## Selección nacional
Fue convocado por primera vez para representar a su país en noviembre de 2014 para los amistosos de la selección nacional de fútbol sub-16 de Italia. Más tarde fue convocado para las escuadras sub-17, sub-18, y eventualmente sub-20, participando en la Copa Mundial de Fútbol Sub-20 de 2019 en la que finalizaron en cuarto puesto.
El 6 de septiembre de 2019 debutó con Italia sub-21 en un amistoso contra Moldavia. Ante la misma selección, se estrenó con la absoluta el 9 de junio de 2025 en un triunfo por dos a cero de la clasificación para el Mundial 2026.

## Estadísticas

### Clubes
Actualizado al último partido disputado el 8 de diciembre de 2024.
| Club                            | Div.          | Temporada     | Liga  | Liga  | Copas nacionales | Copas nacionales | Copas internacionales | Copas internacionales | Total | Total |
| Club                            | Div.          | Temporada     | Part. | Goles | Part.            | Goles            | Part.                 | Goles                 | Part. | Goles |
| ------------------------------- | ------------- | ------------- | ----- | ----- | ---------------- | ---------------- | --------------------- | --------------------- | ----- | ----- |
| Foggia Calcio · Italia          | 2.ª           | 2018-19       | 29    | 0     | 0                | 0                | ―                     | ―                     | 29    | 0     |
| Foggia Calcio · Italia          | Total club    | Total club    | 29    | 0     | 0                | 0                | 0                     | 0                     | 29    | 0     |
| ACF Fiorentina · Italia         | 1.ª           | 2019-20       | 3     | 0     | 2                | 0                | ―                     | ―                     | 5     | 0     |
| Ascoli Calcio · Italia          | 2.ª           | 2019-20       | 10    | 0     | 0                | 0                | ―                     | ―                     | 10    | 0     |
| Ascoli Calcio · Italia          | Total club    | Total club    | 10    | 0     | 0                | 0                | 0                     | 0                     | 10    | 0     |
| S.P.A.L. · Italia               | 2.ª           | 2020-21       | 25    | 0     | 4                | 0                | ―                     | ―                     | 29    | 0     |
| S.P.A.L. · Italia               | Total club    | Total club    | 25    | 0     | 4                | 0                | 0                     | 0                     | 29    | 0     |
| U. S. Salernitana 1919 · Italia | 1.ª           | 2021-22       | 27    | 1     | 0                | 0                | ―                     | ―                     | 27    | 1     |
| U. S. Salernitana 1919 · Italia | Total club    | Total club    | 27    | 1     | 0                | 0                | 0                     | 0                     | 27    | 1     |
| ACF Fiorentina · Italia         | 1.ª           | 2022-23       | 9     | 0     | 3                | 0                | 7                     | 0                     | 19    | 0     |
| ACF Fiorentina · Italia         | 1.ª           | 2023-24       | 26    | 2     | 4                | 0                | 13                    | 3                     | 43    | 5     |
| ACF Fiorentina · Italia         | 1.ª           | 2024-25       | 14    | 0     | 1                | 0                | 3                     | 0                     | 18    | 0     |
| ACF Fiorentina · Italia         | Total club    | Total club    | 52    | 2     | 10               | 0                | 23                    | 3                     | 84    | 5     |
| Total carrera                   | Total carrera | Total carrera | 143   | 3     | 14               | 0                | 23                    | 3                     | 180   | 6     |